# Saxifraga x angelisii
Saxifraga x angelisii es una planta herbácea de la familia de las saxifragáceas.
Es un híbrido compuesto por las especies Saxifraga aphylla y Saxifraga sedoides.

## Taxonomía
Saxifraga x angelisii fue descrita por Strobl y publicado en Jahresber. Staatsgymn. Melk 1882: 27 1882.
Etimología
Saxifraga: nombre genérico que viene del latín saxum, ("piedra") y frangere, ("romper, quebrar"). Estas plantas se llaman así por su capacidad, según los antiguos, de romper las piedras con sus fuertes raíces. Así lo afirmaba Plinio, por ejemplo.
angelisii: epíteto
Sinonimia
- Saxifraga × ingrata Huter
- Saxifraga sedoides var. dispar Angelis ex Strobl[3]